# Turó de Sant Llop (Riells i Viabrea)
El Turó de Sant Llop és una muntanya de 241 metres que es troba al municipi de Riells i Viabrea, a la comarca de la Selva.